# Furuskäret (vid Hitis, Kimitoön)
Furuskäret är en ö i Finland. Den ligger i Skärgårdshavet och i kommunen Kimitoön i landskapet Egentliga Finland, i den sydvästra delen av landet. Ön ligger omkring 64 kilometer söder om Åbo och omkring 130 kilometer väster om Helsingfors.
Öns area är 87,6 hektar och dess största längd är 2 kilometer i öst-västlig riktning. Ön höjer sig omkring 20 meter över havsytan.